# 羅森堡夫婦
朱利葉斯·羅森堡（Julius Rosenberg；1918年5月12日—1953年6月19日）和艾瑟爾·格林格拉斯·羅森堡（Ethel Greenglass Rosenberg；1915年9月28日—1953年6月19日）夫婦是冷战期間美国的共产主义人士。他們被指控為苏联進行间谍活動，判決與死刑的過程轟動了當時西方各界。冷戰期間的美國，因判決從事間諜活動而處以死刑的公民，只有羅森堡夫婦。雖然幾十年後原蘇聯文件揭示至少朱利葉斯參與了間諜活動（但沒有提供具體證據證實他具體的罪名成立），人們直到今天仍然為罪名是否屬實有所爭議。

## 簡介
朱利葉斯·羅森堡生於紐約。1939年電力工程專業畢業。他是美国青年共产主义联盟的領導人之一，在1936年結識艾瑟爾，三年後結婚。
艾瑟爾·羅森堡生於紐約。她起先是名有抱負的演員與歌手，最終在輪船公司從事秘書工作。因為勞工糾紛，她也加入了美国青年共产主义联盟。夫婦倆人育有二子。
這個案子在美國迅速成為共产主義話題風暴的中心。夫婦二人的支持者認為判決代表了當時美國國内政治迫害瘋狂情緒的極致，如麦卡锡主义；並且將此案與欧洲中世纪和美國歷史上有名的发生在塞冷村的獵巫運動聯繫起來。
夫婦二人直到最後都否認一切指控，堅持自己是清白的。但1953年，儘管美國國內和海外抗議聲不斷，二人仍在紐約的新新惩教所被處以極刑。判決依據是1917年的《間諜法》，罪名為“在戰爭時期從事間諜活動”，但所指控的罪行發生当時美國和蘇聯並沒有交戰。當下達審判結果時，厄文·考夫曼法官指岀，判決死刑不僅因為他們從事間諜活動，他們也應對朝鮮戰爭中的死難人士負責。
當時，一些美國人相信二人均是清白的，或者相信罪不至死，民間也展開遊說抗議活動阻止執行死刑。但也有很多美國人認為二人罪有應得。教宗庇護十二世曾向當時的美国总统德怀特·艾森豪威尔求情，但1953年2月11日總統拒絕了教宗的請求，其他人的一切求情全部失敗。同年6月19日二人被處死。有關死刑的報道陳述道，朱利葉斯在第一次通電後死亡，而艾瑟爾並沒有立刻死亡，又通了兩次電才正式宣佈死刑結束。
兩人原定於6月18日處死，但在17日，最高法院大法官威廉·道格拉斯根據律師的新理據請求而暫緩了對羅森堡夫婦的死刑，而最高法院於6月19日撤銷了道格拉斯的延遲死刑決定。

## 審判

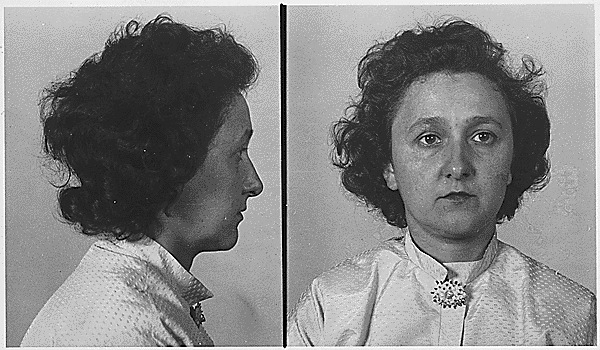
羅森堡妻子

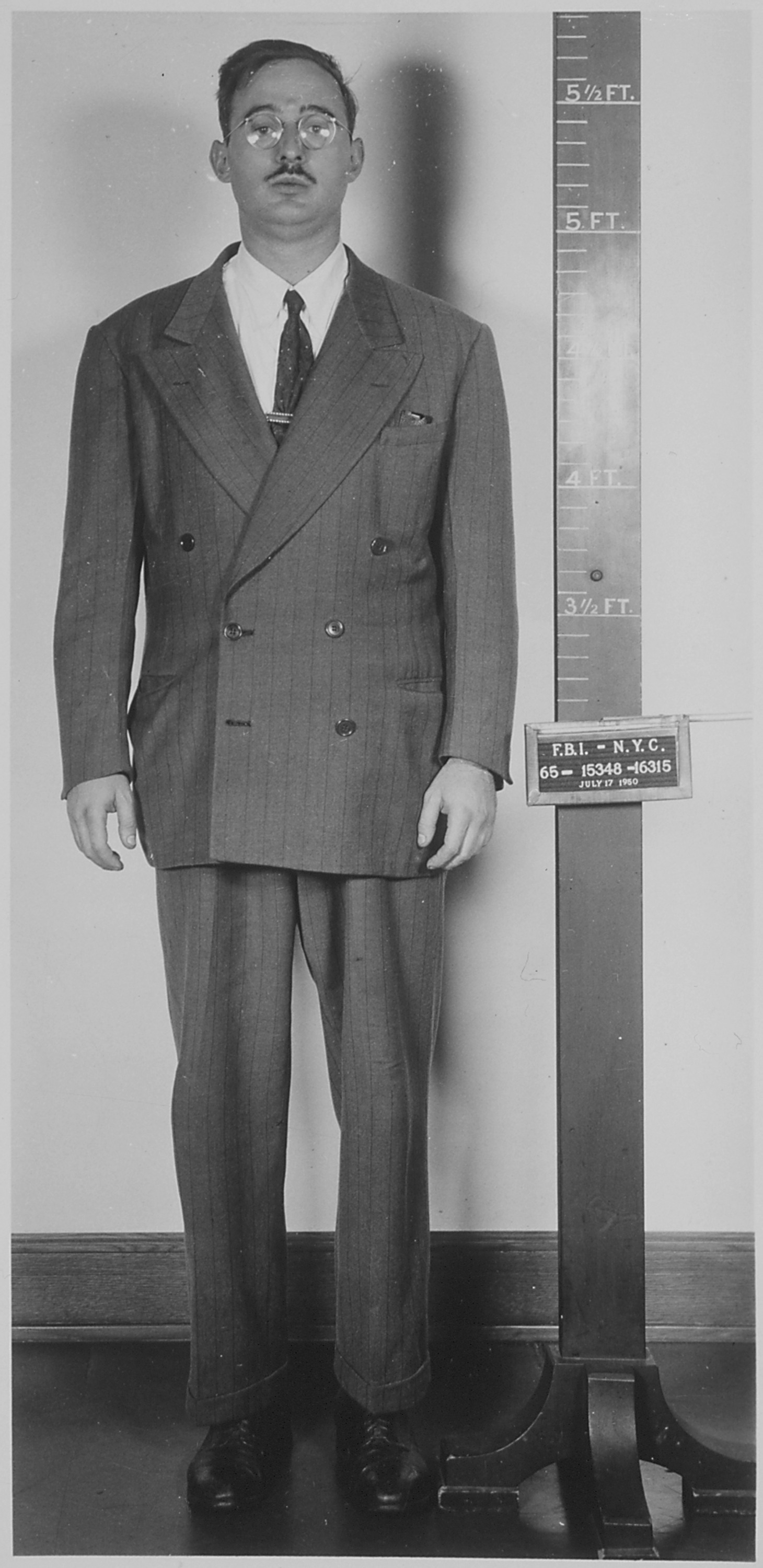
羅森堡丈夫被警察逮捕所公開的照片

二人被指控密謀竊取美國核情報洩露給苏联。但支持夫婦二人的人士認爲，指控理由站不住腳，因爲主要證據只有艾瑟爾的弟弟戴維·格林格拉斯的證詞而已。在曼哈顿计划期間，戴維於機密的洛斯阿拉莫斯国家实验室從事機械師工作，後來因向蘇聯洩漏核研究情報被判死刑。他用供詞換來免於死罪的審判結果，十年監獄過後於1960年釋放，自此之後用假名生活。2001年末，他公開承認當時做了偽證，爲了能夠保護妻子與孩子，冤枉了自己的姐姐。
1951年3月6日，廣受矚目的審判開始，戴維聲稱姐姐艾瑟爾打印出關於美國核機密的情報，交給一位間諜情報員哈利·高德，又轉交給蘇聯在紐約城的副領事Anatoly A. Yakovlev。因爲艾瑟爾打印出的機密對蘇聯來説幾乎沒有價值，所以支持者相信死刑是判得過重，甚至都不算犯罪。不過檢察院認爲這個行爲足以對她實施判決。
人們認爲，之所以艾瑟爾也會被起訴，是因爲檢察官要用她來做籌碼強迫朱利葉斯吐露其他同謀的名字，但最終也沒有成功。朱利葉斯稱自己受到美国宪法第五修正案的保護（被迫自证其罪不合法），有權不對自己的共產黨經歷發表任何言論；艾瑟爾也是如此，但最後仍然沒有打動陪審團。
調查顯示，朱利葉斯與蘇聯的“內務人民委員部”某位特工有關。冷战結束後，俄罗斯政府公開的文件表明，朱利葉斯當時的確為人民内部委員會提供情報。他當時的聯繫人名為Alexander Feklisov；兩人從1943年起3年内會面超過50次。此特工後來說，雖然朱利葉斯提供了軍事機密，但是從來也沒能夠提供任何關於核彈的有用資訊；他同時也稱艾瑟爾並沒有參與任何間諜活動。
阿拉莫斯實驗室另一位科學家西奧多·霍爾1950年代被联邦调查局審訊後移居英国，他後來在死前公開聲明：當時是他將核情報洩露給了蘇聯，和艾瑟爾·羅森堡這位住在纽约貧民區的家庭主婦沒有任何關係。
1951年3月29日，夫婦二人被宣佈有罪，4月5日被厄文·考夫曼法官判決死刑。此案對當時美國國内迫害共產主義人士的麦卡锡主义情緒起到了煽風點火的作用。1953年6月19日執行死刑時，夫婦二人面對電椅時仍然否認一切指控。朱利叶斯在第一次触电后即死亡。艾瑟爾的处决并不顺利。艾瑟爾被电击三次後，医生确定艾瑟爾的心脏仍在跳动，結果行刑人員又對她进行两次电击，最后有目击者表示他看到艾瑟爾的头上冒煙了。羅森堡夫婦支持者後來指出，因爲1950年代美國國内“紅色恐慌”情緒高漲，夫婦二人的審判與判決是非常不公正的。

## 死後
1995年，美国国家安全局公開了“维诺那计划”的文件，此計劃旨在破解苏联特工與克格勃和人民内務委員會之間的秘密聯絡信息。1944年從纽约發往莫斯科的一則电报表明，朱利葉斯的確參與了間諜活動，但他提供情報的重要性並不確定，因為蘇聯當時是從克勞斯·富赫斯和唐納德·麥克林那裏獲取核情報的。“维诺那計劃”的文件再一次顯示艾瑟爾並沒有參與間諜活動，因爲在對情報破解後發現，凡是提到朱利葉斯時，都用“天線”或者“自由人”來代替，而提到艾瑟爾時仍然是艾瑟爾，這證明了她並沒有捲入這件具體的間諜活動。不過“维诺那計劃”的文件在審判羅森堡夫婦時因爲無法公開未為外界知曉。
在1990年出版的赫魯曉夫回憶錄中，他稱讚夫婦二人“極大程度上協助了我們製造核彈”。但他說的是否屬實仍然有爭議。而且與富克斯提供給蘇聯的情報相比（後來公開的原蘇聯文件顯示他對研究情況非常熟悉），戴維·格林格拉斯所聲稱得夫婦二人洩漏的資訊基本沒有用處。

## 爭議
從審判開始一直到今日，羅森堡案一直被人們爭論不休，不同意見大致能用意識形態來劃分。在知識界和學術界人士中，即使之前很多秘密證據都已經公開披露出來，仍然有幾個頗有爭議的焦點。
- 艾瑟爾是否參與？程度如何？如上文所述，有證據表明，朱利葉斯可能捲入了某种形式的間諜活動，但是艾瑟爾並沒有，至少沒有達到像判決罪名那種程度。“薇諾娜計劃”的文檔關於她的内容模棱兩可，而政府對她的指控完全是依據她弟弟的證詞，但她弟弟也在數十年後承認自己當時作了僞證，是爲了避免讓妻子坐牢。
- 審判是否公正？ 很多批評家指出，當時政治氣氛很不正常，考夫曼法官對夫婦二人的判決完全是先入爲主，沒有事實依據，所以公正的陪審團判決根本不可能。羅森堡夫婦的律師伊馬紐爾·布勞克（Emanuel Bloch）在其他案件中也有過一些嚴重的失誤，表明他沒有能力擔任如此轟動的高調審判。
- 判決是否公正？二人的死刑結果是最受爭議的，因為他們受到的刑罰比其他任何“核間諜”都重，主要是因爲二人始終拒絕認罪。克勞斯·富克斯從事間諜活動時間要長得多，洩漏給蘇聯的情報也敏感得多，最後只判決了14年；部分因爲他與當局是合作的態度，而且他洩漏情報當時苏联、美国和英国仍然是盟友關係。夫婦被指控1945年進行間諜活動，但能否適用於1950年代的政治環境一直是人們爭論的焦點。很多批評家（尤其是夫婦二人的孩子）聲稱，羅森堡夫婦當時並不是要出賣美國才洩漏機密情報，而是爲了幫助蘇聯打敗共同敵人納粹德國。但是1950年，美國法官和陪審團完全無視這個區別，在冷戰的前提下看待此案，考夫曼甚至將朝鮮戰爭的罪名也加在夫婦二人身上。
- 他們實際上協助了蘇聯的計劃嗎？近年來的學術研究表明，戴維和羅森堡夫婦實際上對核武器只有些基本常識，而這些知識蘇聯早就通過其它管道獲得了（或者當自己的核彈計劃運行後也很有可能迅速了解）。而且，與克勞斯·富赫斯和西奧多·霍爾洩漏的情報相比，羅森堡夫婦和戴維提供的數據不太可能對蘇聯的計劃提供什麽用處。即使是富克斯和霍爾提供的詳細情報都只是有限協助了蘇聯的計劃，因爲計劃的領導贝利亚對他們提供的數據深表懷疑。不過這個話題和他們的指控和判決並沒有必要的聯繫。

## 其他
羅森堡夫婦育有二子，羅伯特·米若波爾與麥可·米若波爾。夫妻被判決死刑之後，因為害怕會遭到反共人士的報復，沒有親戚敢領養這兩個孩子。最終二名兒童被音乐創作人安（Ann）和亞伯·米若波爾（Abel Meeropol）收留。亞伯創作過一首非常經典的反私刑歌曲《奇妙的果實》，演唱者是歌手比莉·荷莉戴。羅伯特和麥可合出了一本書《我們是你們的孩子：艾瑟爾與朱利葉斯·羅森堡的遺產》（1975）。羅伯特在2004年寫了另一本書《父母死刑：一個兒子的旅程》。1990年，羅伯特還建立了非營利組織“羅森堡兒童基金”，在左翼人士捲入法庭糾紛時幫助照看他們的子女。
美國剧作家東尼·庫士納（Tony Kushner）創作的戲劇《天使在美國》於1991年開始上演，被認為是近年來美國重要的戲劇作品，獲得多項大獎。劇中對艾瑟爾·羅森堡的鬼魂進行了虛構的想象，諷刺和抨擊了當年的麦卡锡主义。2003年末HBO放映了電視版的《天使在美國》，橫掃金球獎和艾美獎一切有關獎項，艾瑟爾的扮演者是著名影星梅麗·史翠普。

## 外部連結
- 案件進程時間表
- 薇諾娜計劃透露的信息 （页面存档备份，存于）
- Heir to an Execution（死囚之子） （页面存档备份，存于） - HBO的紀錄片，製片人是羅森堡夫婦的孫女艾薇·米若波爾
- 羅森堡夫婦之子的聲明 （页面存档备份，存于）
- 羅伯特·米若波爾採訪 （页面存档备份，存于）